# Jaczkowice Oławskie
Jaczkowice Oławskie – zlikwidowany kolejowy przystanek osobowy w Godzikowicach; w gminie Oława, w powiecie oławskim, w województwie dolnośląskim, w Polsce. Otwarty w 1910, zamknięty w 1966, zlikwidowany w 1973.